# Lema eroshkinae
Lema eroshkinae es una especie de insecto coleóptero de la familia Chrysomelidae.
Fue descrita científicamente en 1999 por Medvedev & Sprecher-Uebersax.